# デヴ・グルン
デヴプラサッド・グルン（Dev Prasad Gurung ネパール語: देव गुरुङ）はネパールの政治家・革命家。現在、法務大臣。ネパール共産党毛沢東主義派の中央書記局員。前地域開発大臣。制憲議会議員。
ネパール共産党マシャル派以来、プラチャンダの同志。
ギャネンドラ国王の直接統治が中止されると、グルンは2007年に設けられた暫定立法議会の議員となり、毛派の議員団の副団長になる。毛派の指導体制が変革された2006年12月、グルンは11人の書記で構成される党中央書記局の書記に就任する。さらに、党の少数民族問題の責任者に任ぜられる。
2007年4月毛派がコイララ政権に参加すると、グルンは地域開発大臣として入閣。2007年9月、毛派の他の閣僚とともに、閣僚を辞職。2007年12月、毛派が政府に復帰すると、再入閣し、地域開発大臣に復帰。
2008年4月、マナン郡第1選挙区で制憲議会議員選挙に当選している。
8月22日、プラチャンダ内閣の法務大臣として入閣。